# Dones d'Israel
Les dones a Israel representen 50.26 percent de la població de l'estat a 2019. Tot i que Israel no té una constitució oficial, la Declaració d'Independència d'Israel de 1948 afirma que "L'Estat d'Israel (...) garantirà la igualtat total dels drets socials i polítics a tots els seus habitants, independentment de la religió, la raça o el sexe".
La llei israeliana prohibeix la discriminació per raó de gènere en qüestions com l'ocupació i els salaris, i preveu queixes col·lectives. Tanmateix, alhora, les disparitats salarials masclistes entre homes i dones segueixen sent un problema a algunes parts de l'estat. En una enquesta de 2012 a 59 països desenvolupats, Israel va ocupar l'11è lloc per a la participació de les dones en el lloc de treball. En la mateixa enquesta, Israel va ocupar el lloc 24 per la proporció de dones que ocupaven càrrecs executius de poder.
El 2018, l'empresa sud-africana New World Wealth va classificar Israel com el vuitè país més segur del món per a dones.

## Drets de les dones
Fins i tot abans de la creació de l'estat d'Israel, hi havia dones residents que lluitaven pels drets de les dones al mandat britànic. Un exemple d'això són les dones del Nou Yishuv. Yishuv és el terme que es refereix al cos de residents jueus a Palestina abans de l'establiment de l'estat d'Israel, i New Yishuv es refereix a aquells que van començar a construir cases fora de les muralles de la Ciutat Vella de Jerusalem a la dècada de 1860. El 1919 es va crear el primer partit de dones a nivell nacional al Nou Yishuv (la Unió de Dones Hebrees per la Igualtat de Drets a Eretz Israel), i Rosa Welt-Straus, que hi havia emigrat aquell any, va ser nomenada la seva líder, que va continuar fins a la seva mort. Una de les membres del sindicat era Ada Geller, la primera dona comptable a Eretz Israel. El 1926 els haredim, que preferien no enfrontar-se a la possibilitat d'un plebiscit, van abandonar l'Assemblea de Representants del yishuv, i aquell any es va fer una declaració oficial (ratificada pel govern de mandat el 1927) que confirmava "la igualtat de drets de les dones en tots els aspectes de la vida al yishuv: civil, polític i econòmic".
Israel va ser el tercer país del món en ser liderat per una dona primera ministra, Golda Meïr (1969-1974), i el 2010, la representació parlamentària de les dones a Israel va ser del 18 per cent, que és per sobre de la mitjana del món àrab del 6 per cent i és igual. el del Congrés dels EUA. Tot i així, va molt per darrere de la mitjana del 40 per cent dels països escandinaus
El parlament israelià, la Knesset, ha establert "El Comitè de la Condició de la Dona" per abordar els drets de les dones. Els objectius declarats d'aquest comitè són prevenir la discriminació, combatre la violència contra les dones i promoure la igualtat en la política, els esdeveniments del cicle de vida i l'educació. El 1998, la Knesset va aprovar una llei per a "Prevenció de l'assetjament sexual".
L'any 2013, el ministre d'Afers Religiosos i Rabins en Cap va emetre declaracions dient als assistents del bany ritual que només inspeccionessin les dones que volen inspecció, posant fi a les inspeccions forçades de les dones als mikvehs.
El 2018, Ruth Bader Ginsburg, a Israel per acceptar el premi Genesis Lifetime Achievement, va lamentar la segregació de les dones a Israel a les universitats públiques, comparant la pràctica amb les lleis discriminatòries "separades però iguals" una vegada aplicades als negres als Estats Units.